# Baby Luigi
Baby Luigi is een personage uit de Mario-serie. Hij is de jongere versie van Luigi.

## Karakteromschrijving
Baby Luigi's debuutspel is Super Mario World 2: Yoshi's Island. Zijn broer is Baby Mario. Zijn karakter is bijna hetzelfde als bij Luigi. Hij draagt ook dezelfde kleding, maar dan in kleinere maat. Baby Luigi is na Super Mario World 2: Yoshi's Island nog vaak voorgekomen, zoals in: Mario Kart: Double Dash!!, Mario Superstar Baseball, Mario Kart Wii en Mario Super Sluggers.